# ヒースロー・エクスプレス

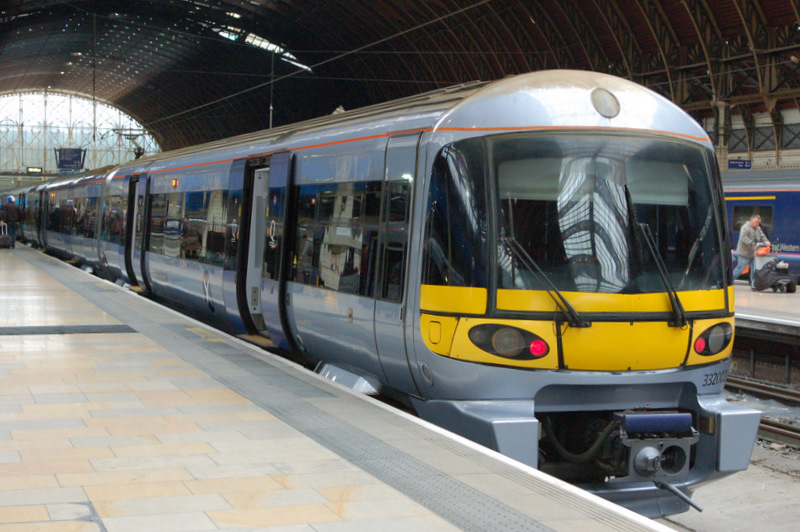
パディントン駅に停車中のヒースロー・エクスプレス

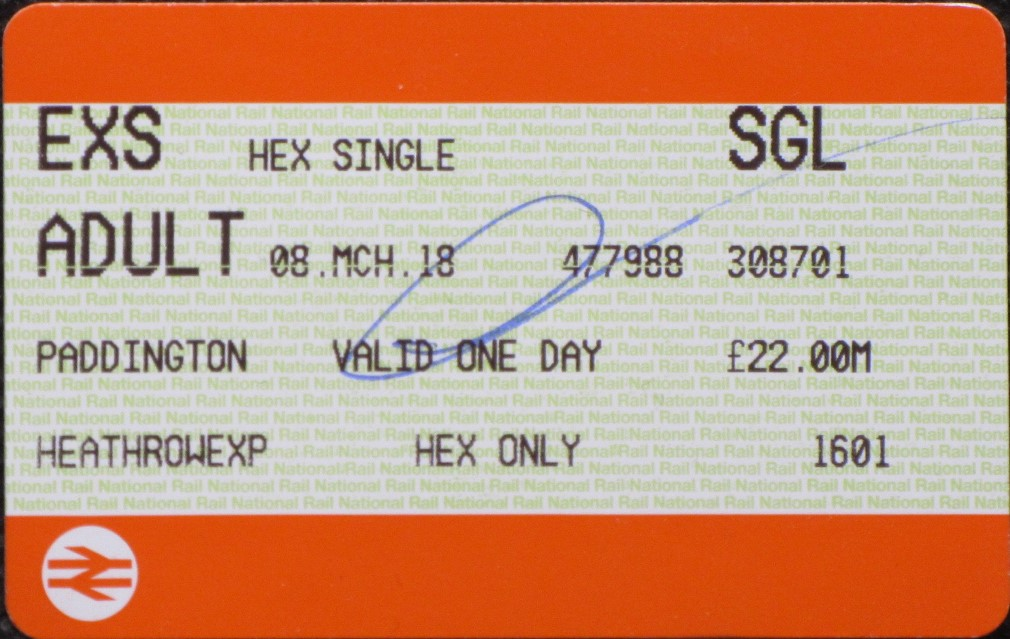
パディントン駅チケットセンターで購入したスタンダードグレード片道切符（車内検札済み）

ヒースロー・エクスプレス (Heathrow Express) はイギリスのロンドン中心部とロンドン・ヒースロー空港とを結ぶ空港アクセス列車であり、またその列車運行会社たる企業 (Heathrow Express Operating Company Limited) である。

## 概要
ロンドンの主要ターミナル駅のひとつであるパディントン駅とヒースロー空港（ヒースロー・セントラル駅（ターミナル1・2・3）と終着駅のヒースロー・ターミナル5駅)の間を結ぶ列車であり、日中15分間隔で運行している。所要時間はパディントン駅 - ヒースロー・セントラル駅が約15分、ターミナル5駅までが約21分かかる。パディントン駅とヒースロー・セントラル駅の間は途中停車しない。2009年11月時点での定時運行率は99.9%で、同じくロンドン市内とヒースロー空港を結ぶロンドン地下鉄に比べて高い。
運賃は、駅のチケットオフィスまたは券売機で購入した場合、片道がスタンダードクラスで22ポンド、ファーストクラスで29ポンドである。往復で購入すると、スタンダードクラスで34ポンド、ファーストクラスで52ポンドと割引になる。ヒースロー・セントラル駅とターミナル5駅との間は無料で利用できる。日本の鉄道のように改札などはなく、乗務員による車内での切符確認が必要である。オイスター・カードも使用できるが、片道運賃のみの対応である。
車両は、2020年12月より387形が使われている。車内では、有料の無線LANサービスが利用できるほか、携帯電話がトンネル内を含め常時使用できるようになっている。
この他、途中駅に停車するエリザベス線（旧ヒースロー・コネクト）という列車もほぼ同じルートで運行されている。

### ヒースロー・エクスプレス・シャトル
パディントン駅発着のヒースロー・エクスプレスはヒースロー・ターミナル4駅には乗り入れない。そのため、パディントン駅発着のヒースロー・エクスプレスとヒースロー・セントラル駅で接続してヒースロー・ターミナル4駅との間を結ぶ区間列車ヒースロー・エクスプレス・シャトル (Heathrow Express Shuttle) が日中15分間隔、所要時間4分で運行されている。ただし日曜日は、毎時4往復のヒースロー・エクスプレス・シャトルのほか毎時1往復のヒースロー・コネクトも同区間を運行するため、等時隔運行ではない。この列車によるヒースロー・セントラル駅とヒースロー・ターミナル4駅相互間も無料で利用できるが、ヒースロー・ターミナル4駅からヒースロー・セントラル駅で乗り換えてパディントン駅に向かう乗客のため、ヒースロー・ターミナル4駅でも乗車券を発売している。

## 車両
| 形式    | 画像 | 車種 | 最高速度 | 最高速度 | 編成数 | 運転区間                                             | 製造年      |
| 形式    | 画像 | 車種 | mph      | km/h     | 編成数 | 運転区間                                             | 製造年      |
| ------- | ---- | ---- | -------- | -------- | ------ | ---------------------------------------------------- | ----------- |
| 387形   |      | 電車 | 110      | 177      | 14     | ロンドン・パディントン - ヒースロー・ターミナル5駅   | 2016 – 2017 |
| 360/2形 |      | 電車 | 100      | 160      | 1      | ヒースロー・セントラル駅 - ヒースロー・ターミナル4駅 | 2004 - 2005 |

## 停車駅一覧
2025年3月現在による停車駅は次の表のとおり。
| 駅名 | 日本語訳                                       | H E | H E S | H C | 乗換路線・備考                                                     |
| --- | ---------------------------------------------- | --- | ----- | --- | ------------------------------------------------------------------ |
| | リバプール・ストリート駅方面                   | ∥   |       | ●   |                                                                    |
| Paddington | パディントン駅                                 | ●   |       | ●   | サークル線 ディストリクト線 ハマースミス&シティー線 ベーカールー線 |
| Acton Main Line | アクトン・メイン・ライン駅                     | ｜  |       | ▲   |                                                                    |
| Ealing Broadway | イーリング・ブロードウェイ駅                   | ｜  |       | ●   | ディストリクト線 セントラル線                                      |
| West Ealing | ウェスト・イーリング駅                         | ｜  |       | ◎   | グリーンフォード支線（分岐）                                       |
| Hanwell | ハンウェル駅                                   | ｜  |       | ◎   |                                                                    |
| Southall | サウスオール駅                                 | ｜  |       | ●   |                                                                    |
| Hayes and Harlington | ヘイズ・アンド・ハーリントン駅                 | ｜  |       | ●   | グレート・ウェスタン本線（分岐）                                   |
| Heathrow Central Terminals 1, 2 & 3 | ヒースロー・セントラル駅 （ターミナル1・2・3） | ●   | ●     | ●   | ピカデリー線                                                       |
| Heathrow Terminal 4 | ヒースロー・ターミナル4駅                      | ∥   | ●     | ●   | ピカデリー線                                                       |
| Heathrow Terminal 5 | ヒースロー・ターミナル5駅                      | ●   |       | ●   | ピカデリー線                                                       |
| 凡例 HE…ヒースロー・エクスプレス HES…ヒースロー・エクスプレス・シャトル HC…エリザベス線（旧ヒースロー・コネクト） ●…停車駅（▲…平日の最終パディントン行のみ停車、◎…早朝深夜と日曜全列車が通過、○…平日早朝深夜の一部列車と日曜の全列車が発着、△月-木曜夜間のパディントン行2本のみ発車）｜…通過駅∥…経由せず |                                                |     |       |     |                                                                    |

## 企業
ヒースロー・エクスプレス（ヒースロー・エクスプレス・シャトルを含む）の列車運行会社である企業 Heathrow Express Operating Company Limited は、ヒースロー・エアポート・ホールディングスの玄孫会社 Heathrow Airport Limited の子会社（ヒースロー・エアポート・ホールディングスから見れば来孫会社）である。また、ファースト・グレート・ウェスタンとともに、ヒースロー・コネクトの列車運行会社たる共同企業体を構成している。
これらの列車運行のほか、空港ターミナル各駅の管理も行う。ただし、車両や駅、線路は Heathrow Airport Limited が所有している。